# Saint-Aubin-des-Préaux
Saint-Aubin-des-Préaux ist eine französische Gemeinde mit 475 Einwohnern (Stand: 1. Januar 2022) im Département Manche in der Region Normandie. Sie gehört zum Arrondissement Avranches und zum Kanton Bréhal. Die Einwohner werden Saint-Aubinais genannt.

## Geografie
Saint-Aubin-des-Préaux liegt etwa sieben Kilometer südöstlich von Granville, einer kleinen Küstenstadt am Golf von Saint-Malo, wenige Kilometer nördlich des Mont-Saint-Michel. Die Gemeinde wird von den Nachbargemeinden Saint-Planchers im Norden, Saint-Jean-des-Champs im Osten, Saint-Pierre-Langers im Süden sowie Saint-Pair-sur-Mer im Westen umgeben.

## Bevölkerungsentwicklung
| Jahr                       | 1962 | 1968 | 1975 | 1982 | 1990 | 1999 | 2006 | 2018 |
| Einwohner                  | 279  | 274  | 268  | 314  | 339  | 379  | 404  | 444  |
| Quellen: Cassini und INSEE |      |      |      |      |      |      |      |      |

## Sehenswürdigkeiten
- romanische Kirche Saint-Aubin aus dem 12. Jahrhundert, Monument historique

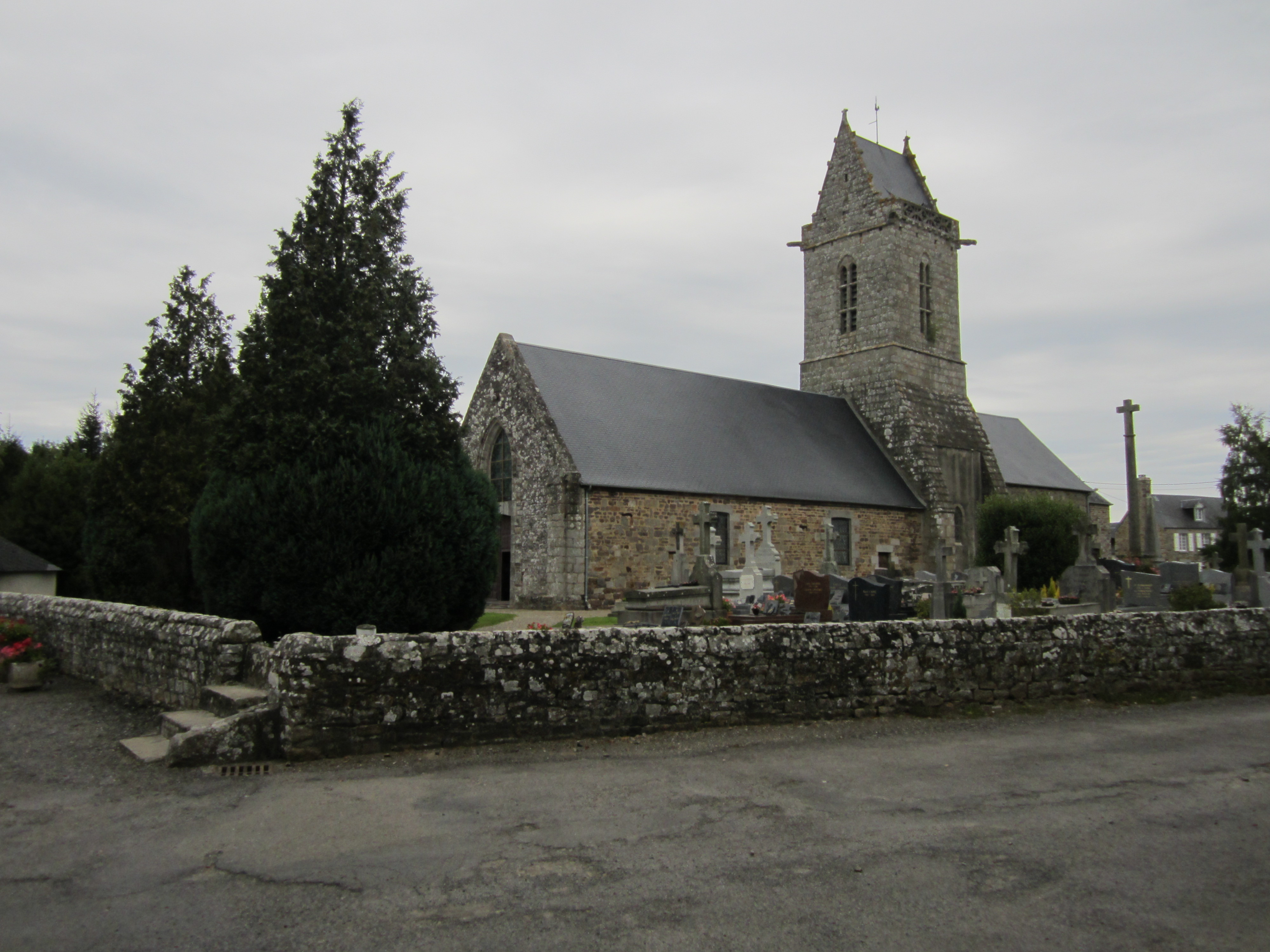
Kirche Saint-Aubin